# O'Shea Jackson Jr.
O'Shea Jackson Jr., noto anche con lo pseudonimo di OMG (Los Angeles, 24 febbraio 1991), è un attore e rapper statunitense.
È il figlio del rapper Ice Cube, che ha interpretato nel film biografico Straight Outta Compton del 2015, pellicola che ha segnato il suo debutto cinematografico.

## Carriera
Figlio di Ice Cube, all'anagrafe O'Shea Jackson, e di Kimberly Woodruff, è il maggiore di quattro fratelli. Si è laureato all'University of Southern California. Nel 2014 ha interpretato suo padre in Straight Outta Compton, film biografico che ripercorre la storia degli N.W.A. La pellicola ha ricevuto critiche positive ed ha guadagnato più di 200 milioni di dollari. Jimmy Kimmel ha elogiato l'interpretazione di Jackson Jr., sostenendo fosse «nato per questo ruolo». Nel 2017 ha interpretato il ruolo di Dan Pinto, un aspirante sceneggiatore ossessionato dal personaggio di Batman, in Ingrid va a ovest, la cui performance è stata nuovamente elogiata dalle riviste e dai blog specializzati.
Attivo anche in campo musicale e più specificatamente nell'ambito del rap, assieme al fratello Darrell ha partecipato all'album I Am the West di Ice Cube, nel brano She Couldn't Make It on Her Own. A marzo 2012, con lo pseudonimo OMG, ha pubblicato il suo primo mixtape, dal titolo Jackin' for Beats, che è stato recensito positivamente da Jazmine Gray di Vibe.

## Filmografia

### Cinema
- Straight Outta Compton, regia di F. Gary Gray (2015)
- Ingrid va a ovest (Ingrid Goes West), regia di Matt Spicer (2017)
- Nella tana dei lupi (Den of Thieves), regia di Christian Gudegast (2018)
- Godzilla II - King of the Monsters (Godzilla: King of the Monsters), regia di Michael Dougherty (2019)
- Non succede, ma se succede... (Long Shot), regia di Jonathan Levine (2019)
- Il diritto di opporsi (Just Mercy), regia di Destin Daniel Cretton (2019)
- Cocainorso (Cocaine Bear), regia di Elizabeth Banks (2023)
- Nella tana dei lupi 2 - Pantera (Den of Thieves 2: Pantera), regia di Christian Gudegast (2025)

### Televisione
- Swagger - serie TV (2021-)
- Obi-Wan Kenobi - miniserie TV (2022)

## Doppiatori italiani
Nelle versioni in italiano delle opere in cui ha recitato, O'Shea Jackson Jr. è stato doppiato da:
- Simone Crisari in Non succede, ma se succede..., Obi-Wan Kenobi, Cocainorso
- Fabio Boccanera in Nella tana dei lupi, Nella tana dei lupi 2: Pantera
- Dimitri Winter in Straight Outta Compton
- Paolo Vivio in Godzilla II - King of the Monsters
- Gianluca Crisafi ne Il diritto di opporsi
- Marco Giansante in Swagger
- Andrea Checchi in The Premise - Questioni morali